# کرم چربی
کرم چربی (نام علمی: Urechis unicinctus) نام یک گونه از راسته کرم‌قاشقی‌واران در آسیای شرقی است؛ که به نام‌های کرم مسافرخانه دارِ چاق و ماهی آلت تناسلی نیز مشهور است، بیشتر در دریای بوهای چین، سواحل کره و هوکایدو ژاپن یافت می‌شود. بدنش حدود ۱۰ تا ۳۰ سانتی‌متر طول دارد و رنگی مایل به زرد-قهوه ای دارد.

## نگارخانه

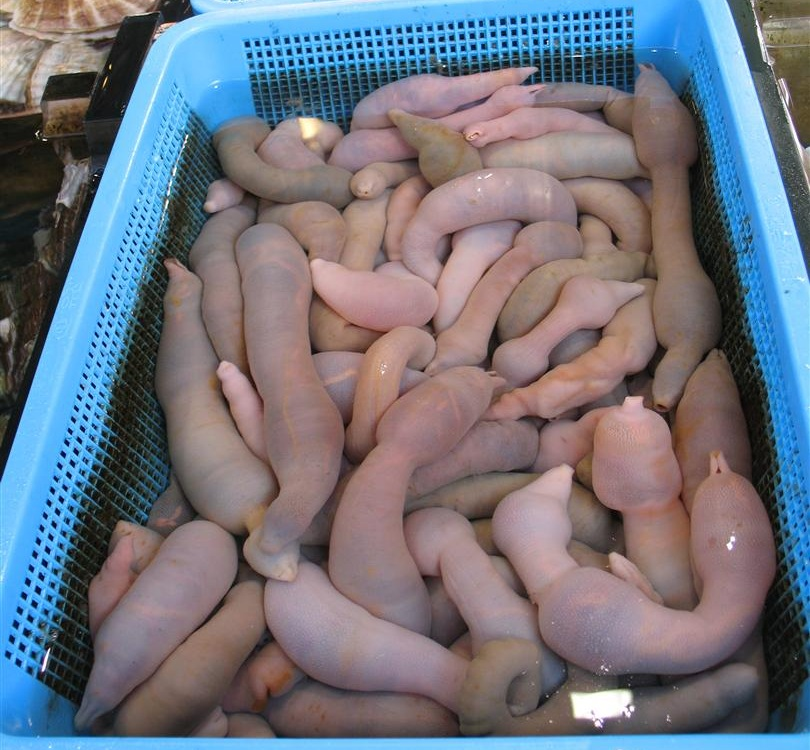
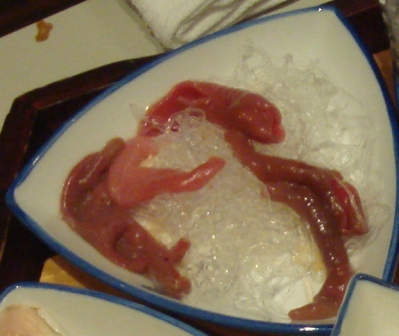